# العلاقات الإسبانية الكندية
العلاقات الإسبانية الكندية هي العلاقات الثنائية التي تجمع بين إسبانيا وكندا.

## مقارنة بين البلدين
هذه مقارنة عامة ومرجعية للدولتين:
| وجه المقارنة                                              | إسبانيا                                                                             | كندا                     |
| --------------------------------------------------------- | ----------------------------------------------------------------------------------- | ------------------------ |
| المساحة (كم2)                                             | 505.99 ألف                                                                          | 9.98 مليون               |
| عدد السكان (نسمة)                                         | 46.73 مليون                                                                         | 35.70 مليون              |
| الكثافة السكانية (ن./كم²)                                 | 92.35                                                                               | 3.58                     |
| العاصمة                                                   | مدريد                                                                               | أوتاوا                   |
| اللغة الرسمية                                             | اللغة الإسبانية، اللغة الغاليسية، لغة بشكنشية، اللغة الكتالونية، اللغة الأوكسيتانية | لغة إنجليزية، لغة فرنسية |
| العملة                                                    | يورو، بيزيتا إسبانية                                                                | دولار كندي               |
| الناتج المحلي الإجمالي (بليون دولار)                      | 1.31 تريليون                                                                        | 1.65 تريليون             |
| الناتج المحلي الإجمالي (تعادل القوة الشرائية) بليون دولار | 1.77 تريليون                                                                        | 1.59 تريليون             |
| الناتج المحلي الإجمالي الاسمي للفرد دولار أمريكي          | 28.16 ألف                                                                           | 43.25 ألف                |
| الناتج المحلي الإجمالي للفرد دولار أمريكي                 | 38.00 ألف                                                                           | 45.07 ألف                |
| مؤشر التنمية البشرية                                      | 0.876                                                                               | 0.913                    |
| رمز المكالمات الدولي                                      | +34                                                                                 | +1                       |
| رمز الإنترنت                                              | .es                                                                                 | .ca                      |
| المنطقة الزمنية                                           | ت ع م+01:00، ت ع م+02:00                                                            |                          |

## مدن متوأمة
في ما يلي قائمة باتفاقيات التوأمة بين مدن إسبانية وكندية:
- ترتبط برشلونة مع مونتريال باتفاقية توأمة منذ 1984.
- ترتبط قبرة مع Galiano Island [الإنجليزية]‏ باتفاقية توأمة.

## منظمات دولية مشتركة
يشترك البلدان في عضوية مجموعة من المنظمات الدولية، منها:
| علم المنظمة | اسم المنظمة                               | تاريخ انضمام إسبانيا | تاريخ انضمام كندا |
| ----------- | ----------------------------------------- | -------------------- | ----------------- |
|             | البنك الإفريقي للتنمية                    | ?                    | ?                 |
|             | المنظمة الهيدروغرافية الدولية             | ?                    | ?                 |
|             | منظمة الشرطة الجنائية الدولية             | ?                    | ?                 |
|             | الاتحاد البريدي العالمي                   | ?                    | ?                 |
|             | بنك التنمية الآسيوي                       | 1986                 | 1966              |
|             | مركز تنسيق الحركة في أوروبا ‏              | ?                    | ?                 |
|             | حلف شمال الأطلسي                          | 30 مايو 1982         | 4 أبريل 1949      |
|             | منظمة التجارة العالمية                    | ?                    | ?                 |
|             | منظمة التعاون الاقتصادي والتنمية          | ?                    | ?                 |
|             | الفريق المعني برصد الأرض                  | ?                    | ?                 |
|             | مجموعة الموردين النوويين                  | ?                    | ?                 |
|             | مؤسسة التنمية الدولية                     | 18 أكتوبر 1960       | 24 سبتمبر 1960    |
|             | اتفاقية السماوات المفتوحة                 | ?                    | ?                 |
|             | منظمة الأمن والتعاون في أوروبا            | 25 يونيو 1973        | 25 يونيو 1973     |
|             | الوكالة الدولية للطاقة                    | ?                    | ?                 |
|             | مؤسسة التمويل الدولية                     | 24 مارس 1960         | 20 يوليو 1956     |
|             | منظمة حظر الأسلحة الكيميائية              | ?                    | ?                 |
|             | الأمم المتحدة                             | 14 ديسمبر 1955       | 9 نوفمبر 1945     |
|             | الاتحاد الدولي للاتصالات                  | 1866                 | 1 يوليو 1908      |
|             | البنك الدولي للإنشاء والتعمير             | 15 سبتمبر 1958       | 27 ديسمبر 1945    |
|             | مجموعة أستراليا                           | 1985                 | 1985              |
|             | المركز الدولي لتسوية المنازعات الاستشارية | 17 سبتمبر 1994       | 1 ديسمبر 2013     |
|             | عصبة الأمم                                | 10 يناير 1920        | ?                 |
|             | وكالة ضمان الاستثمار متعدد الأطراف        | 29 أبريل 1988        | 12 أبريل 1988     |
|             | نظام تحكم تكنولوجيا القذائف               | 1990                 | 1987              |
|             | يونسكو                                    | 30 يناير 1953        | 4 نوفمبر 1946     |

## أعلام
هذه قائمة لبعض الشخصيات التي تربطها علاقات بالبلدين:
- آليا أوبراين (ممثلة كندية، 7 مايو 1981 – )
- تيد كروز (سياسي أمريكي، 22 ديسمبر 1970 – )
- جورج روميرو (4 فبراير 1940[25][26][27] – 16 يوليو 2017[25][26])
- خوسيه ماريا ريكو (محامي كوستاريكي، 12 أغسطس 1934 – 15 أبريل 2019)
- ستيفن دياز (لاعب كرة مضرب كندي، 17 مارس 1991 – )
- شاي ميتشل (10 أبريل 1987 – )
- كوبي سمولدرز (3 أبريل 1982[28] – )
- كونتشيتا كامبل (ممثلة كندية، 25 أكتوبر 1995[29] – )

## معرض صور

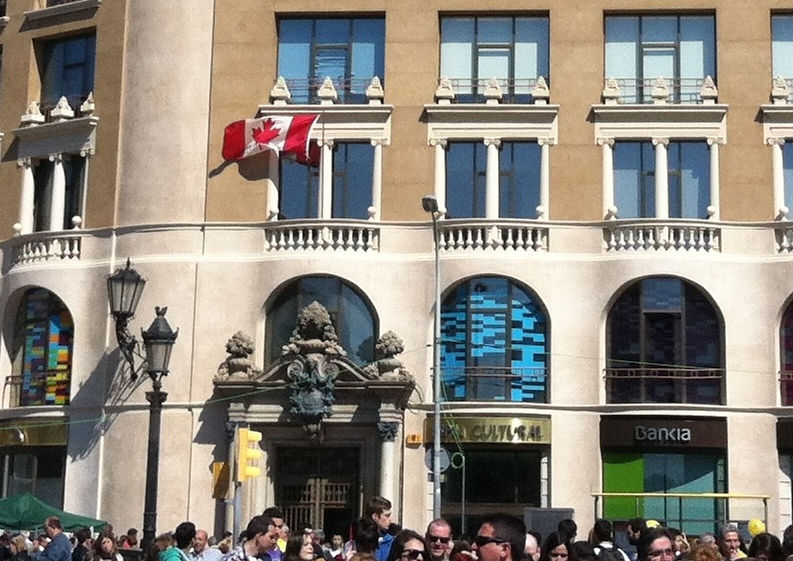
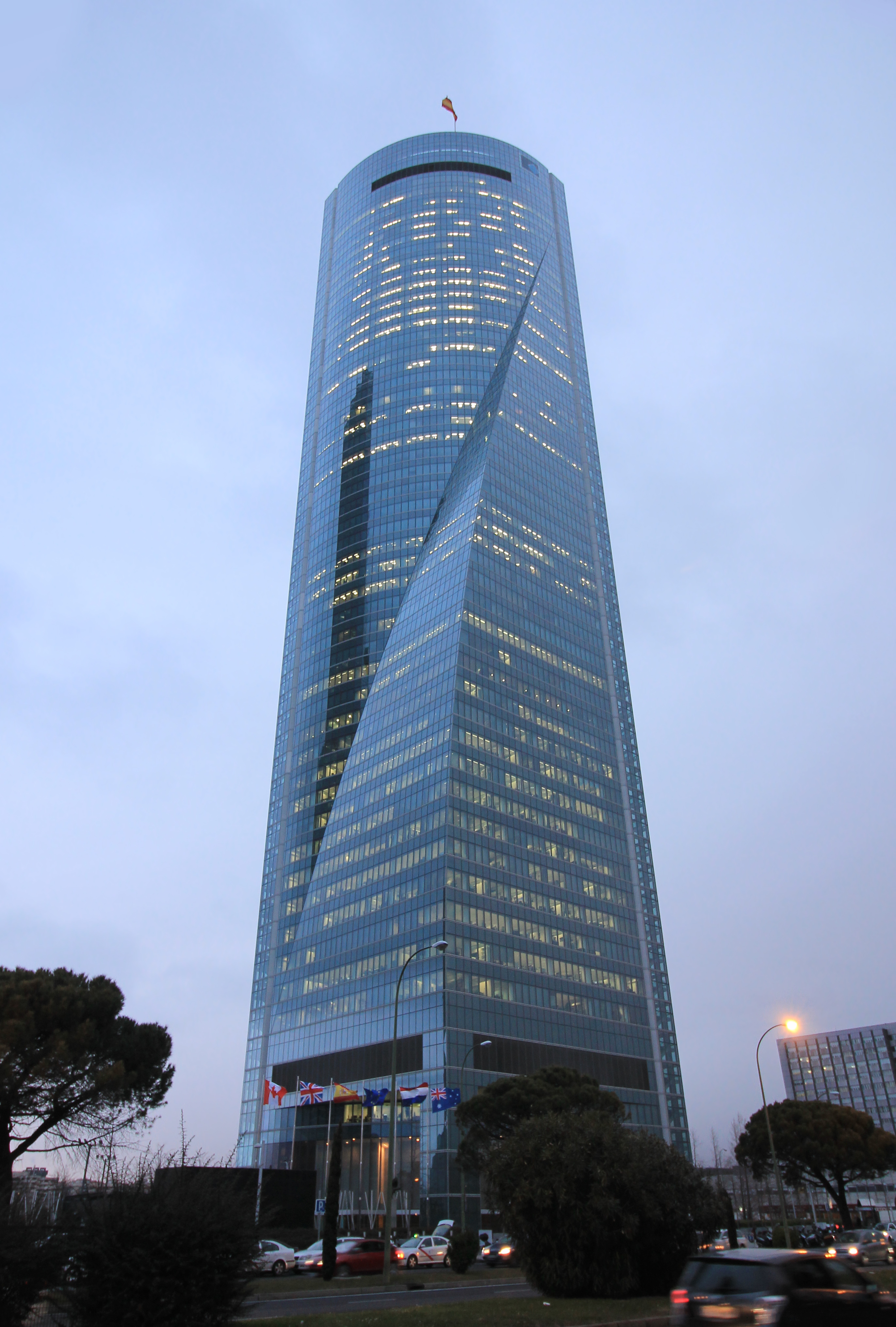
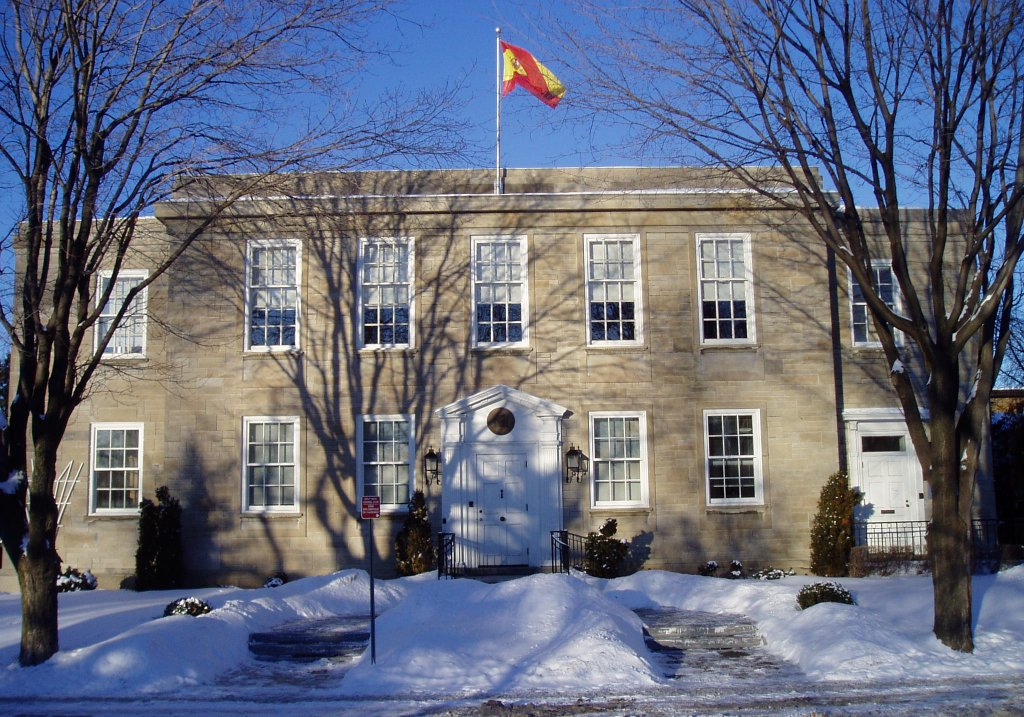

## وصلات خارجية
- موقع وزارة الخارجية الإسبانية
- موقع وزارة الخارجية الكندية